# Acetato de celulose
O acetato de celulose é um poliéster produzido pela reação da celulose, extraída e purificada da polpa de madeira, com anidrido acético e ácido acético, na presença de ácido sulfúrico (catalisador). O produto desta reação é hidrolisado para remover o ácido sulfúrico e grupos sulfato e acetato, até adquirir as propriedades desejadas (normalmente com 2 radicais acetato para cada unidade fundamental da celulose).
É usada na indústria têxtil e já teve amplo uso para fabricação de filmes fotográficos, mas tem sido substituída pelo nylon, pois com o tempo se oxida e libera ácido acético, inutilizando o filme. Também é usada para produção de filtros de grande absorção, como filtros de cigarro, no fabrico de tecidos para vestuário, forros, tapetes, guarda-chuvas e outros produtos. Também é utilizada em visores LCD, armações de óculos e em membranas de filtração. Acetato de celulose de baixa viscosidade é usado em lacas e revestimentos protetores para papel, metal, vidro e outros substratos.  
Uma de suas grandes vantagens, usada na indústria têxtil, é sua solubilidade em acetona e termoplasticidade. Também é hipoalergênica e resistente a mofo, podendo ser lavada a seco. É considerada não-tóxica, podendo ser utilizada em contato com alimentos. Além disso, é biodegradável. 